# NGC 3612
NGC 3612 est une galaxie spirale relativement éloignée et située dans la constellation du Lion.  NGC 3612 a été découverte par l'astronome russo-américain Otto Struve en 1869.

## Caractéristiques
Sa vitesse par rapport au fond diffus cosmologique est de 8 653 ± 22 km/s, ce qui correspond à une distance de Hubble de 127,6 ± 8,9 Mpc (∼416 millions d'al).
La classe de luminosité de NGC 3612 est I-II.

## Paire de galaxies
NGC 3609 et NGC 3612 forment une paire de galaxie.

## Note historique

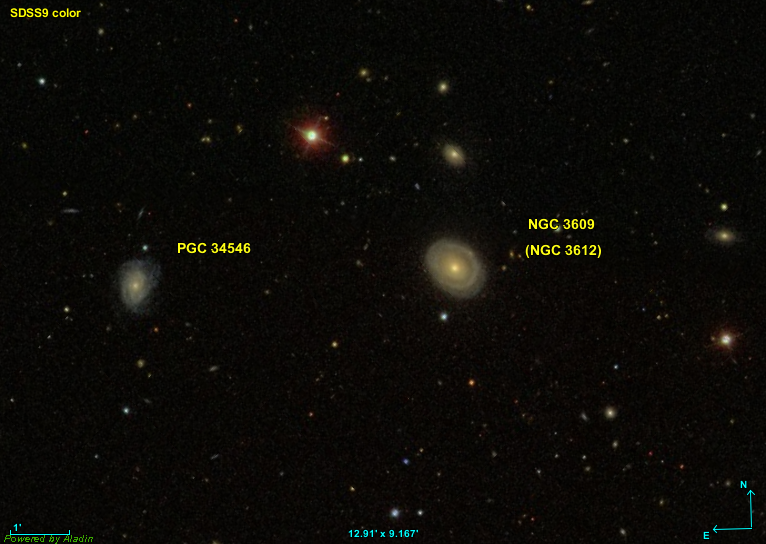
Selon le professeur Seligman, NGC 3609 et NGC 3612 observés à deux jours d'intervalle sont la même galaxie, soit PGC 34511.

Presque toutes les sources consultées identifient NGC 3612 à la galaxie PGC 34546 et, selon le professeur Seligman, c'est une erreur. NGC 3612 et NGC 3609 seraient la même galaxie, soit PGC 34511. C'est aussi l'avis de Wolfgang Steinicke. Les données de l'encadré sont celles de PGC 34511.
L'observation décrite par Otto Wilhelm von Struve a été faite le 16 mars, deux jours avant une autre observation d'une galaxie située dans la même région. Steve Gottlieb a été le premier à noter que les deux observations de Struve sont la même galaxie, soit NGC 3609. En effet, même si le coordonnées de Struve diffèrent d'environ 10 secondes d'arc, laissant ainsi penser qu'il avait vu deux objets distincts, ses descriptions des deux observations sont très semblables et les deux renferment une notre au sujet d'une étoile de magnitude 10 situé au nord-est. Cependant, il n'y a pas d'étoile brillante au nord-est de PGC 34546 et il ne fait pas de doute que les deux objets observés par Struve étaient la galaxie PGC 34511.